# Хотел Белведер (Дубровник)
Хотел Белведер (Hotel Belvedere) у Дубровнику је луксузни хотел који је радио шест сезона, од отворења 1985. до 1991. Тотално је девастиран током рата у Хрватској, те је данас једини необновљени дубровачки хотел. Налази се на самом крају града, у пределу Плоче-Иза Града. Из хотела се пружа најбољи поглед на дубровачко старо градско језгро, острво Локрум и Цавтат. Подно хотела се налази шљунковита плажа Св. Јаков. Хотел је удаљен од старог градског језгра око 1,5 km.
Хотел се налазио на адреси Франа Супила 28. Био је капацитета 406 кревета у 200 соба, 19 апартмана, 2 полуапартмана за младенце и један председнички апартман. Хотелским гостима били су на располагању аперитив бар, национални ресторан "Конавле", француски ресторан "Роланд", таверна "Дубровник", коноба "Елафити", пивница "Бајерн", посластичарница "Моцарт", кафић "Максимилијан", енглески салон "Ричард лављег срца" и диско клуб "Трубадур". Хотел је располагао халом за састанке "Њу Орлеанс", капацитета 150 места, продајним просторима, великим затвореним и отвореним базеном, са три кабинета, салоном за масажу, сауном, столовима за билијар и стони тенис], фризерским салоном и бутицима. Био је један од најлуксузнијих хотела на јадранској обали, а у њему је одседала и Лепа Брена снимајући филм Хајде да се волимо. Од 2001. године највеће власничко учешће од 53,75% има панамска фирма "Клеостон", иза које стоји хрватско-британски предузетник Звонко Стојевић, те Ина са власничким учешћем од 31,8%. Дана 9. маја 2014. хотел је за 12.200.000 евра продат фирми Вила Ларус руског милијардера Виктора Vekselberga. Стартна цена износила је 24.360.000 евра, али је због недостатка интереса хотел продат у пола цене. Преовлађује мишљење да хотел није могуће обновити, већ га је потребно срушити па поново саградити.